# Gare de Bakonygyirót
La gare de Bakonygyirót (en hongrois : Bakonygyirót vasútállomás) est une gare ferroviaire hongroise, de la ligne 11 de Győr à Veszprém, située sur le territoire de la localité de Bakonygyirót dans le comitat Győr-Moson-Sopron.
C'est une halte voyageurs de la Magyar Államvasutak (MÁV) desservie par des trains locaux.

## Situation ferroviaire
Établie à 188 mètres d'altitude, la gare de Bakonygyirót est située au point kilométrique (PK) 35 de la ligne 11 de Győr à Veszprém, entre les gares de Veszprémvarsány et de Bakonyszentlászló.

## Histoire
La halte de Bakonygyirót est mise en service le 10 juin 1899.

## Service des voyageurs

### Accueil
Halte MÁV, c'est un point d'arrêt non géré (PANG) à accès libre.

### Desserte
Bakonygyirót est desservie par des trains omnibus de ligne 11 de la MÁV.